# Fölskärs häran
Fölskärs häran är en ö i Åland (Finland). Den ligger i Skärgårdshavet och i kommunen Kökar i landskapet Åland, i den sydvästra delen av landet. Ön ligger omkring 63 kilometer sydöst om Mariehamn och omkring 230 kilometer väster om Helsingfors.
Öns area är 4,3 hektar och dess största längd är 320 meter i sydöst-nordvästlig riktning. Ön höjer sig omkring 10 meter över havsytan.